# Nationals Park
Nationals Park is het honkbalstadion van de Washington Nationals uitkomend in de Major League Baseball.
Het stadion opende zijn deuren op 30 maart 2008. Het bevindt zich in Washington D.C.. Het stadion heeft de bijnaam The Sea of Red en heeft een capaciteit van 41.546 toeschouwers. De jaarlijkse Major League Baseball All-Star Game werd in 2018 in het Nationals Park gehouden.
Tijdens het bezoek van Paus Benedictus XVI aan de Verenigde Staten werd op 17 april 2008 voor 47.000 mensen een mis in het stadion opgedragen. Er werden circa 200.000 aanvragen ingediend om de mis bij te kunnen wonen.

## Feiten
- Geopend: 30 maart 2008
- Ondergrond: Poa Pratensis (Kentucky Bluegrass)
- Constructiekosten: 693 miljoen US $
- Architect(en): Populous (voorheen HOK Sport) / Devrouax & Purnell Architects and Planners
- Technieken: Thornton Tomasetti
- Bouwer(s): ReStl
- Capaciteit: 41.546
- Adres: Nationals Park, 1500 South Capitol Street SE, Washington, DC 20003 (U.S.A.)

## Veldafmetingen honkbal
- Left Field: 336 feet (102,4 meter)
- Left Center Field: 377 feet (114,9 meter)
- Center Field: 402 feet (122,5 meter)
- Right Center Field: 370 feet (112,8 meter)
- Right Field: 335 feet (102,1 meter)